# Dangerous Curve Ahead
Dangerous Curve Ahead é um filme de comédia mudo produzido nos Estados Unidos e lançado em 1921. É possivelmente considerado um filme perdido.